# Ro Khanna
Rohit "Ro" Khanna [ˈkʌnə], född 13 september 1976 i Philadelphia i Pennsylvania, är en amerikansk politiker (demokrat). Han är ledamot av USA:s representanthus sedan 2017.
Kalifornien har ett system med öppna primärval, vilket kan leda till att två kandidater från samma parti avancerar till det avgörande valet. Khanna besegrade sin partikamrat, kongressledamot Mike Honda i kongressvalet 2016. Två demokrater gick vidare från det öppna primärvalet och sedan i själva kongressvalet fick Khanna en klar majoritet av rösterna. Också i mellanårsvalet 2014 hade Khanna stått emot Honda i den avgörande omgången men den gången hade Honda vunnit med knapp marginal.